# Ricorso giurisdizionale amministrativo
Il ricorso giurisdizionale amministrativo è l'atto introduttivo del processo amministrativo e consiste nella richiesta fatta da un soggetto ad un giudice, di esaminare una determinata situazione al fine di ottenere un provvedimento giurisdizionale.

## Ordinamento italiano

### Interesse a ricorrere
L'interesse a ricorrere consiste nella possibilità per il ricorrente di avere un qualche beneficio dall'accoglimento del ricorso. Per questo motivo l'essere titolari di una posizione giuridica soggettiva tutelata, ed essere quindi legittimati a ricorrere non comporta di per sé l'automatica ammissibilità del ricorso poiché occorre come detto avere anche interesse. L'interesse a ricorrere (così come la legittimazione a ricorrere) è un presupposto di ammissibilità del ricorso, è cioè un presupposto che condiziona la possibilità che il giudice si pronunci nel merito del ricorso.

### Legittimazione a ricorrere
Oltre ad avere interesse a ricorrere, colui che voglia proporre un ricorso davanti al giudice amministrativo deve essere legittimato. La legittimazione consiste nell'essere titolare di una situazione giuridica legittimante e cioè essere titolari di un diritto soggettivo o di un interesse legittimo.
Ad esempio Tizio ha un terreno confinante con Caio il quale si accinge a costruire una nuova abitazione sulla base di una concessione edilizia irregolare, la cui mole impedirebbe al primo di godere di una vista bellissima. Tizio è legittimato a proporre ricorso perché titolare di un interesse legittimo e di un interesse e ricorrere. La legittimazione ad agire è un concetto diverso dalla legittimazione processuale con il quale si intende la capacità di un soggetto nello stare in giudizio.
Il diritto alla salute, diritto all'abitazione e il diritto allo studio, il divieto di trattamenti sanitari obbligatori sono tutti esempi di diritti soggettivi universali, sanciti in Costituzione e legittimanti l'azione in giudizio.
I sindacati e le associazioni collettive di categorie di lavoratori godono di legittimazione attiva e passiva ad agire in giudizio nel procedimento amministrativo (ad esempio nel settore scolastico e sanitario).
La legittimazione per associazioni dei consumatori e ambientali deriva dal Consiglio di Stato (Sez. IV, sent. 1159 del 18 marzo 2008) che ha ammesso la legittimazione degli organismi associativi ad impugnare atti amministrativi generali, anche a contenuto normativo, ritenuti illegittimi e lesivi degli interessi sostanziali degli associati, in attuazione delle finalità stabilite dagli statuti di tali organismi. 

Un secondo livello di legittimazione deriva da specifico riconoscimento dell'autorità pubblica con leggi regionali, nazionali o atti amministrativi.

La legge 241/1990, artt. 9 e 10, afferma che i portatori di interessi diffusi (collettivi) che si costituiscono in associazioni o comitati hanno facoltà di intervenire nel procedimento, di prendere visione degli atti, di presentare memorie scritte e documenti.

### Contenuto
La funzione del ricorso è quella di individuare le doglianze del ricorrente. Non esiste una normativa che disciplini il contenuto del ricorso. Infatti né la legge TAR né quella relativa ai giudizi davanti al CDS si occupa in maniera esaustiva di tale aspetto del ricorso. Si ritiene quindi che anche nel processo amministrativo valga quanto stabilito dall'art 156 c.pc. relativo al principio della strumentalità delle forme. Essendo quindi come detto la funzione del ricorso quella di palesare le doglianze del ricorrente appare evidente che la forma del ricorso deve essere idonea a tale scopo.
L'art. 6 del regolamento di procedura per i giudizi davanti al CDS è meramente indicativo, secondo tale norma il ricorso deve contenere:
- Intestazione: ossia l'indicazione del giudice adito.
- Epigrafe: essa comprende le generalità delle parti (nome e cognome se trattasi di persone fisiche, denominazione se persone giuridiche, con l'indicazione dell'organo dotato di rappresentanza processuale e l'elezione facoltativa di domicilio nel comune dove ha sede il giudice adito; essa rileva ai fini dell'individuazione del luogo presso il quale dovranno essere eseguite le notifiche degli atti di controparte e la comunicazione degli atti giudiziali: in assenza, il ricorrente si intende domiciliato presso la segreteria del giudice).
- Esposizione sommaria dei fatti e dei motivi su cui si fonda il ricorso, con la indicazione delle norme e le conclusioni. Il ricorrente deve dunque narrare i fatti e le circostanze storico ambientali.

Il decreto n. 40 del 2015 sulla sinteticità degli atti defensionali ha dato attuazione alla disposizione introdotta nel Codice Amministrativo dalla L. n. 114 del 2014 di conversione del D.L. n. 90 del 2014 (“Misure urgenti per la semplificazione e la trasparenza amministrativa e per l'efficienza degli uffici giudiziari”), che attribuisce al Presidente del Consiglio di Stato la facoltà di stabilire le dimensioni del ricorso e degli altri atti difensivi, ha disposto che tali scritti debbano avere massimo 50 pagine nei giudizi più importanti e complessi, e modalità di redazione standard, dall'utilizzo del foglio al corpo del carattere.
La parte può poi avanzare istanze cautelari, pregiudiziali e istruttorie. I motivi debbono essere specificati nel ricorso.
- Sottoscrizione dei ricorrenti e del difensore ovvero del difensore munito di procura, conferita a mezzo di atto pubblico o di scrittura autenticata da notaio, ovvero apposta sul ricorso (a margine o in calce): in tale ultimo caso, la firma del ricorrente è autenticata dal legale. La data della procura deve essere anteriore a quella della notifica del ricorso.

La parte più rilevante è indubbiamente quella dei motivi che costituiscono, in un'azione di impugnazione, le ragioni di illegittimità del provvedimento impugnato. I motivi sono quindi le indicazioni in fatto e in diritto sulla base delle quali si chiede l'annullamento del provvedimento. Occorre però notare come nel processo amministrativo, quando è meramente demolitorio di atti amministrativi impugnati, si applica il principio jura novit curia, salvo il vizio di ultrapetizione: pertanto il ricorrente può procedere anche a un'indicazione sommaria degli elementi in fatto (poiché alla luce del fascicolo gli sarà data la possibilità di dettagliarli meglio coi motivi aggiunti) e degli elementi in diritto (poiché sarà il giudice a ricostruire giuridicamente la fattispecie).
Relativamente alle azioni di accertamento o di condanna è, invece, richiesta un'indicazione più analitica da parte del ricorrente poiché una sentenza eventualmente favorevole deve contenere un dispositivo più complesso e completo.

### Ricorso collettivo e cumulativo
Ove i ricorrenti siano più d'uno, essi possono agire assieme proponendo un unico ricorso denominato ricorso collettivo, che realizza un'ipotesi di litisconsorzio facoltativo dal lato attivo. Il cumulo soggettivo è giustificato da ragioni di economia processuale.
Il ricorso proposto da più soggetti dà luogo a una pluralità di azioni. A causa dell'autonomia di ciascuna, le vicende relative ad un ricorso non producono effetti sulla situazione degli altri ricorrenti, così come le doglianze possono essere accolte soltanto per alcuni di essi.
Dopo un periodo iniziale in cui si negava la possibilità di cumulo la giurisprudenza attualmente ritiene più corretto applicare gli stessi principi del codice di procedura civile che garantisce tali possibilità, ma con il limite che la pluralità di domande non renda eccessivamente onerosa la difesa per la controparte. È possibile quindi sicuramente impugnare collettivamente il medesimo provvedimento per i medesimi motivi perché ciò non comporta un onere eccessivo per la difesa. Nello stesso senso si conclude laddove si impugnino provvedimenti tra cui vi sia un evidente collegamento sostanziale anche se non di presupposizione.

### Termini
Nel processo amministrativo, come qualsiasi processo, sono previsti diversi termini inerenti alle varie fasi. Esistono quindi diversi termini tra cui il più importante è senz'altro quello per ricorrere.
Anche nel processo amministrativo il termine per ricorrere ha la funzione di assicurare la stabilità dei rapporti giuridici. Occorre tenere in considerazione che nel processo amministrativo possono essere coinvolti sia diritti soggettivi che interessi legittimi per cui il termine per ricorrere è diverso nei due casi, rispettivamente di prescrizione e di decadenza, con differenze temporali notevoli: il termine di prescrizione è infatti da 5 a 10 anni mentre quello decadenziale è di soli 60 giorni.
Il termine per ricorrere può decorrere da una serie di fenomeni:
- Dalla conoscenza del provvedimento. La giurisprudenza fa riferimento al concetto di "conoscenza...della portata lesiva" intendendo con questo che non è necessaria una conoscenza completa del provvedimento. Si deve trattare inoltre di una conoscenza ufficiale e formale proveniente dalla stessa pubblica amministrazione e non ad esempio da fonti quali i mezzi di comunicazione di massa.
- Dalla comunicazione o notificazione del provvedimento. Atti che devono essere svolti da personale e con procedure particolari disciplinate da norma giuridiche. Un esempio è la notificazione dell'ufficiale giudiziario.
- Dalla pubblicazione. Riguarda gli atti a contenuto generale per i quali ovviamente non è prevista la notificazione. Normalmente si tratta dell'affissione all'albo dell'ente oppure della pubblicazione su raccolte ufficiali.

Nel caso di diritti soggettivi nel termine di 10 anni.
Altri termini di cui abbiamo parlato o si parlerà dopo sono:
- Deposito: 30 giorni dopo l'ultima notifica
- Costituzione in giudizio: 20 giorni dopo la scadenza del termine per il deposito
  -     - Comunicazione del decreto di fissazione dell'udienza: almeno 40 giorni prima della data d'udienza
- Presentazione di documenti: fino a 20 giorni prima dell'udienza
- Presentazione di memorie: fino a 10 giorni prima dell'udienza

### Nullità
Ai sensi dell'art 17 del regolamento di procedura il ricorso è nullo se:
- Manca la sottoscrizione dei ricorrenti e del difensore (quando richiesto vedi sopra);
- Vi sia incertezza sulle persone o sull'oggetto della domanda;
- Ai sensi dell'art. 156 c.p.c. l'atto manchi di quei requisiti di forma per il raggiungimento dello scopo, sempre che questo non sia stato comunque raggiunto.

Ai sensi dell'art. 17 c3 la nullità è sanata dalla comparizione dell'intimato. Inoltre in caso di irregolarità è possibile per la sezione ordinare che l'atto venga rinnovato entro un termine stabilito con ordinanza.

### Notifica del ricorso
La notificazione consente di portare a conoscenza della pubblica amministrazione o dei controinteressati la proposizione del ricorso. La notifica ha l'effetto principale di creare una presunzione legale di conoscenza del ricorso da parte dei soggetti destinatari.
La proposizione del ricorso nel diritto amministrativo avviene attraverso la sua notificazione all'amministrazione che ha emesso l'atto impugnato e, qualora possano individuarsi soggetti dotati di un interesse legittimo contrario a quello azionato, ad almeno uno dei controinteressati (contraddittori necessari).
Per ciò che attiene alla notifica agli organi dell'amministrazione dello Stato, la notifica va effettuata presso l'Avvocatura Distrettuale dello Stato presente nel capoluogo in cui si trova il Tribunale Amministrativo adito, mentre per gli enti diversi dall'amministrazione statale il ricorso va notificato al legale rappresentante dello stesso ente nella propria sede.
L'instaurazione del rapporto processuale richiede il deposito del ricorso notificato. La notificazione può eseguirsi anche per mezzo di messo. Altra particolarità è costituita dalla notifica per pubblici proclami, che può essere autorizzata dal tribunale adito allorché la notificazione nei modi ordinari sia sommamente difficile per il numero delle persone da chiamare in giudizio.

### Deposito del ricorso
Il contatto tra organo giudicante e parti avviene attraverso la costituzione. Per quanto riguarda il ricorrente, essa ha luogo con il deposito del ricorso notificato. In tale momento il processo si intende instaurato. L'originale del ricorso, con la prova dell'avvenuta notificazione (relata di notifica, ovvero, se la notificazione è avvenuta per mezzo del servizio postale, relata di notifica e avviso di ricevimento) ed eventualmente la procura al difensore (che deve comunque essere conferita prima della notificazione del ricorso) ove essa non sia contenuta nel ricorso stesso, vanno depositati a pena di irricevibilità entro trenta giorni dall'ultima notifica presso la segreteria del giudice. La parte deposita anche ulteriori copie (sette) del ricorso.
Il termine di trenta giorni per il deposito è ridotto della metà per i ricorsi aventi ad oggetto materie fra quelle contemplate nell'art.23 bis della legge TAR.

### Silenzio della PA ed impugnazioni
Il silenzio è l'inerzia della pubblica amministrazione. Poiché a questo fenomeno viene data dal legislatore varie configurazioni, diverso è anche il regime delle impugnazioni.
Silenzio diniego.
Il silenzio diniego si configura quando all'inerzia viene conferito il valore di un provvedimento negativo, che come tale può essere impugnato. Ad esempio nella materia urbanistica, il cittadino richiede una concessione edilizia e dopo 60 giorni l'amministrazione non risponde alla richiesta.
Silenzio accoglimento.
È la regola generale dopo le modifiche alla 241 del 90. In questo la regola è inversa, se dopo 60 giorni la pubblica amministrazione non risponde il silenzio ha valore di un provvedimento di accoglimento.
Silenzio inadempimento.
La pubblica amministrazione generalmente ha l'obbligo di rispondere alle istanze del cittadino, quando ciò non accade l'amministrazione è inadempiente. A tale fenomeno si dà il nome di silenzio inadempimento. Il termine per ricorrere è di un anno dalla scadenza del termine assegnato all'amministrazione per concludere il procedimento.
Silenzio Rigetto.
Il silenzio rigetto si forma sul ricorso gerarchico quando l'autorità adita non si pronunci nel termine di 90 g.g. e permette l'immediato ricorso al giudice. Una volta impugnato il silenzio rigetto un eventuale provvedimento tardivo di rigetto non è rilevante. Se invece il provvedimento dell'autorità tardivo è di accoglimento può essere contestato.
Il procedimento di impugnazione del silenzio è in parte diverso da quello ordinario. In particolare viene deciso è in Camera di consiglio entro 30 g.g. Ma ciò che rileva maggiormente sono i poteri del giudice il quale può ordinare all'amministrazione di provvedere. Ai sensi della legge 80 del 2005 il giudice può conoscere la fondatezza dell'istanza e quindi condannare l'amministrazione ad emanare un provvedimento dal contenuto specifico.

### Esempi di ricorso collettivo
Il ricorso collettivo oltre ad interessare singoli atti amministrativi tra loro simili ha finito poi per impugnare davanti alla giustizia amministrativa atti del Ministero competente di natura regolamentare, ritenuti in contrasto con le leggi vigenti o con norme di rango costituzionale, creando non solo il precedente giuridico per una vasta casistica di disapplicazioni della riforma e annullamento degli atti amministrativi conseguenti, ma per una dichiarazione di illegittimità dello stesso disposto regolamentare.
Un precedente in questo senso, è stato il ricorso dello SNALS-Confsal che nel dicembre 2013 ottenne l'annullamento dei due regolamenti con i quali la riforma Gelmini tagliava nel 2010 le ore settimanali di insegnamento dalle scuole professionali e tecniche, perché motivati da mere logiche di bilancio e in contrasto con il primario Testo unico delle leggi sull'istruzione, per quanto atteneva obbiettivi e livelli minimi delle prestazioni didattiche. Il diritto dei ricorrenti potenzialmente leso era l'imminente soppressione di 84.000 cattedre da parte dei provveditorati. Dopo il ricorso, fu quindi ripristinato l'orario scolastico precedente la riforma, con ben due anni di ritardo dalla sentenza definitiva.
Altro caso di rilevanza nazionale fu nel 1998 il ricorso della Unione degli Universitari contro la prova unica a graduatorie locali di ateneo, per il numero chiuso di Medicina. Il ricorso sosteneva che la legge dava una delega troppo ampia al Ministro, perché tale legge-delega doveva fissare almeno i criteri generali "per predeterminare i corsi universitari rispetto ai quali valgono esigenze particolari di contenimento del sovraffollamento e si giustifichi quindi la limitazione nelle iscrizioni"; in secondo luogo, il Ministro Ortensio Zecchino attuò la delega di riforma con un decreto-regolamento.  Si concluse con migliaia di disapplicazioni della riforma, e quindi di riammissione degli studenti all'iscrizione al primo anno di corso.. L'autonomia lasciava ad ogni università la quantificazione dei posti disponibili nei singoli atenei, fatto che comunque, dopo una prova unica comune, in nulla ostava alla gestione di una graduatoria unica nazionale, con assegnazione di sede diversa dalla prima preferenza e dal luogo di esame (in genere coincidenti). Il TAR per ridurre l'enorme (potenziale) contenzioso rinviò gli atti alla Consulta, che stabilì che il regolamento del Ministro dell'Istruzione era legittimo, bloccando così nuovi ricorsi agli esclusi dai test di selezione, ma senza invalidare retroattivamente le undici ordinanze di remissione dei TAR regionali